# Iška fešta
Iška fešta je kulturna manifestacija koja se na otoku Ižu održava svake godine krajem srpnja. Mještani se tada oblače u tradicionalne nošnje, izvode se stari otočki plesovi i pjesme, pripremaju domaća jela za brojne goste i posjetitelje.
Vrhunac svečanosti je biranje "mjesnog kralja" s mandatom od godinu dana. Ovaj prastari običaj dio je tradicije cijelog zadarskog arhipelaga.